# 와일드 로즈 (TV 시리즈)
《와일드 로즈》(Wild Roses)는 캐나다에서 제작된 그랜트 하비 감독의 2009년 텔레비전 드라마 시리즈이다. 2009년 1월 6일부터 2009년 3월 31일까지 CBC 텔레비전을 통해 방영되었다. 원제는 Cowgirls이며 CBC는 이 제목을 시험한 이후 Wild Roses로 변경할 것을 요청하였다. 이 쇼는 한 시즌만 진행한 이후 2009년 4월 22일 CBC에 의해 공식 취소되었다. 스티브 바이어스 등이 주연으로 출연하였다.

## 출연

### 주연
- 스티브 바이어스
- 미셀 해리슨

### 조연
- 게리 허드슨
- 킴 허프만
- 에이미 시팩 라론드
- 애덤 맥도널드
- 사라 파워
- 클레어 스톤
- 폴 크리스티
- 딜런 닐
- 크리스튼 헤거
- 랜던 리보이론
- 팀 로존
- 제넌 구슨
- 케이트 트로터
- 스테이시 저버그
- 숀 로버츠
- 다니엘 필론
- 트래비스 넬슨
- 레이몬드 G. 렘펠
- 톰 캐리
- 제이시 마
- 테리 로렌스
- 돈 블랜드
- 맥켄지 포터

## 기타
- 프로듀서: 미란다 드 펜시어
- 프로듀서: 에이미 캐머런
- 프로듀서: 맷 맥레넌
- 프로듀서: 피터 험
- 프로듀서: 톰 콕스
- 프로듀서: 조디 랜들
- 미술: 루이즈 미들턴
- 세트: 폴 힐리
- 의상: 크리스틴 톰슨
- 배역: 론다 피섹시
- 배역: 사라 케이
- 배역: 제니 루이스